# The Lakes (Minnesota)
The Lakes es un lugar designado por el censo ubicado en el condado de Murray en el estado estadounidense de Minnesota. En el Censo de 2010 tenía una población de 667 habitantes y una densidad poblacional de 5,94 personas por km².

## Geografía
The Lakes se encuentra ubicado en las coordenadas 44°6′18″N 95°40′13″O / 44.10500, -95.67028. Según la Oficina del Censo de los Estados Unidos, The Lakes tiene una superficie total de 112.29 km², de la cual 87.34 km² corresponden a tierra firme y (22.22%) 24.95 km² es agua.

## Demografía
Según el censo de 2010, había 667 personas residiendo en The Lakes. La densidad de población era de 5,94 hab./km². De los 667 habitantes, The Lakes estaba compuesto por el 99.55% blancos, el 0% eran afroamericanos, el 0.15% eran amerindios, el 0% eran asiáticos, el 0% eran isleños del Pacífico, el 0.15% eran de otras razas y el 0.15% pertenecían a dos o más razas. Del total de la población el 0.75% eran hispanos o latinos de cualquier raza.